# Крутой парень (фильм, 1972)
«Круто́й па́рень» (кит. 硬漢) — тайваньский фильм с боевыми искусствами режиссёра Джозефа Кона. Постановкой боевых сцен занимался Юнь Вопхин. Фильм имеет ряд других названий: «Сокрушитель черепов» (англ. Kung Fu: The Head Crusher), «Месть дракона» (англ. Revenge of the Dragon).

## Сюжет
Два правительственных агента под прикрытием представляются как заключённые, чтобы завоевать доверие лидера контрабандистов, который сидит в тюрьме. Они помогают ему сбежать, а затем становятся членами его банды. Всё идёт по плану, но один агент успевает подружиться с несколькими членами. Операция находится под угрозой срыва, ведь каждый член банды должен уметь убивать.

## В ролях
- Чэнь Син — Чэнь Цян
- Генри Ю Ён[кит.] — Чжан Пин
- Ник Чён — Лэй Фэн
- Линда Лин — Сяоянь, сестра Чжан Пина
- Сунь Лань — Лю Шаньху
- Сань Куай[кит.] — Тан Лун
- Фон Е — Фан Шисюн
- Фун Хакъон — Цао Бяо

## Съёмочная группа
- Компания: Empire Cinema Center
- Продюсер: Корнелио Сарангайя
- Исполнительный продюсер: Джимми Паскуаль
- Режиссёр и сценарист: Джозеф Кон
- Ассистент режиссёра: Чиу Лоукон
- Художник: Дэвид Лоу
- Монтаж: Куок Тхинхун
- Гримёр: Тхоу Юнвай
- Дизайнер по костюмам: Хо Сиучхюнь
- Оператор: Хуа Шань
- Композитор: Чау Фуклён

## Выпуск
Тайваньская премьера состоялась 21 октября 1972 года. В Гонконге картина вышла в свет двумя днями ранее, 19 октября, и за девять дней проката собрала сумму в 807 286,20 HKD.